# Лазар Кунгалов
Лазар Великов Кунгалов с псевдоним Дахлянов, наричан Радовалията и Джеблиев, е български революционер, деец и войвода на Вътрешната македоно-одринска революционна организация и Вътрешната македонска революционна организация в Серския революционен окръг.

## Биография
Роден е в село Радово, Валовищка кааза на Серски санджак на Османската империя, днес Харопо, Гърция. Лазар Кунгалов като член на ВМОРО организира с Тома Радовски малка чета с район на действие поречието на река Струма. Целта им е набиране на оръжие и пари за организацията. Те са с равен ранг на войводи под ръководството на Яне Сандански.

Тома Радовски и Лазар Кунгалов са първи братовчеди от Радово по майчина линия.
Лазар Кунгалов е участник в Илинденско–Преображенското въстание. Лазар Кунгалов е най-близкият и доверен човек на Сандански в последния период от живота му. Той е охранител и готвач на Сандански в Роженския манастир.
Яне Сандански се върнал в Роженския манастир от село Враня, където го чакали неговите телохранители Тома Радовски и Лазар Кунгалов. След 2 седмици той получил 2 телеграми от Петрич и Неврокоп, в тях го молели да отиде във връзка с разрешаването на някакъв въпрос. Те били изпратени от неговите врагове и в двата маршрута го очаквали засади. Кунгалов приготвил свинско печено за из пътя. Когато тръгнали кобилата Мица започнала да цвили и заднешком се върнала през портите на манастира. Тя упорито отказвала да помръдне а била много послушна и предана на своя господар. Яне който вярвал в предзнаменования, казал на Тома и Лазар: „Ке стане нещо“ и
отказал те да го придружат с мотива: „Един път разплаках две майки на убитите в Солун Мицо Врански и Танчо, втори път не искам да разплаквам други майки“. Сандански тръгва сам с думите: „Да става, каквото става“. 
Лазар Кунгалов организира заедно с Георги Хазнатарски, Тома Радовски и Никола Киримов – деец на ВМОРО от село Тешово, наричан в организацията Гоцето заради близостта му с Гоце Делчев, пренасянето на тялото на убития Яне Сандански от местността Блатата. Гоцето напуска Тешово и известно време работи като ратай в село Пирин, преди да се захване с комитските дела.
Лазар Кунгалов се записва доброволец в Първата световна война, като служи в 6-и пехотен полк на 11-а македонска дивизия под командването на генерал Кръстьо Златарев. Брат му Андон Златарев е революционер от ВМОРО. Лазар Кунгалов е нелегален четник в четата на ВМРО с войвода Алеко Василев. Лазар Кунгалов има близки отношения със серския войвода Димитър Илиев Аргиров, известен като Митьо Илиев или Митьо Дедоилиев. През 1922 година Лазар Кунгалов е включен в наказателен отряд на ВМРО по време на Неврокопските събития. Лазар Кунгалов участва в районна чета на ВМРО като подвойвода и готвач. През 1923 година ръководи четата като войвода след битката с гръцката армия при село Бурсук, Сярско. Тогава тежко ранен в двата крака e войводата Тома Радовски, Лазар Кунгалов поема отговорността като войвода и организира изтеглянето на четата в България. В периода около Балканската война Лазар Кунгалов участва в четите, които са сформирани и действат в територията на Серския революционен окръг на ВМОРО. Заради неговото участие в тези чети семейството на Велик Кунгалов е изселено от гръцките власти в района на град Волос, находящ се на 215 км южно от Солун. Там са останали до преселването си в България в село Чучулигово. През 1924 година Кунгалов също се заселва в Чучулигово. През 1941 година при поредното освобождаване на Егейска Македония от българските войски се установява в Сяр, където стопанисва кланица и месарски магазин. Георги Маджиров на 24 октомври 1934 година посочва в разпит: „Вземаха ги от с. Бельово тримата (Ангелов, Заеков и Стоянов), изведоха ги, арестуваха ги и ги избиха под командата на войводата Лазар Дахлянов (Кунгалов) от с. Чучулигово, а ги изби войводата Ставро – презимето му не зная.“ През 1935 година, като част от мерките срещу македонските революционери, Лазар Великов Кунгалов, Иван Томов Радовски и Христо Ташев са арестувани и затворени в Софийския централен затвор. Лазар получава 5-годишна присъда, а Иван и Христо са в затвора до Деветосептемврийския преврат в 1944 година. Иван Радовски бил обвинен в убийство, защото изпълнил решение за смъртна присъда на враг на организацията.

### Семейство
Заедно със съпругата му Атанаса Димитрова Вачева, родена в село Кумли– Сярска околия, създават и отглеждат 6 деца: Атанас Лазаров Кунгалов, Ана Лазарова Кунгалова, Стойка Лазарова Кунгалова, Лефтер Лазаров Кунгалов, Милчо Лазаров Кунгалов и Евдокия Лазарова Кунгалова. Съпругата на неговия брат Стоян Кунгалов, Запряна родом от Хазнатар по спомени е племенница на Преподобна Стойна. Неговият баща Велик Кунгалов дълги години е бил кмет на Радово откъдето произлиза и прякорът му „Кунгала“. Този прякор впоследствие заменя фамилията на цялото семейство и така от Великови стават Кунгалови.